# Kuria (langue)
Pour les articles homonymes, voir Kuria.
Le kuria est une langue bantoue parlée par les populations kuria principalement au nord-ouest de la Tanzanie, également de l'autre côté de la frontière au sud-ouest du  Kenya.
Le nombre total de locuteurs était estimé à plus de 600 000 au début des années 2000, dont 430 000 en Tanzanie en 2005 et 174 000 au Kenya en 2006.